# Sacerdotii Nostri Primordia
Sacerdotii Nostri Primordia – druga encyklika papieża Jana XXIII sygnowana datą 1 sierpnia 1959 r. Wydana została ona w pierwsze stulecie śmierci św. Jana Marii Vianneya. Papież w tej encyklice przedstawia św. Jana Vianneya, nazywając go świętym Proboszczem z Ars, „jako wzór kapłana”. 